# Дотор-Камаргу
Дотор-Камаргу (порт. Doutor Camargo) — муниципалитет в Бразилии, входит в штат Парана. Составная часть мезорегиона Северо-центральная часть штата Парана. Входит в экономико-статистический  микрорегион Флораи. Население составляет 5655 человек на 2006 год. Занимает площадь 118,278 км². Плотность населения — 47,8 чел./км².
Праздник города — 14 декабря.

## История
Город основан в 1964 году.

## Статистика
- Валовой внутренний продукт на 2003 год составляет 50 560 359,00 реалов (данные: Бразильский институт географии и статистики).
- Валовой внутренний продукт на душу населения на 2003 год составляет 8853,15 реалов (данные: Бразильский институт географии и статистики).
- Индекс развития человеческого потенциала на 2000 год составляет 0,767 (данные: Программа развития ООН).

## География
Климат местности: субтропический. В соответствии с классификацией Кёппена, климат относится к категории Cfb.